# Photoscotosia antitypa
Photoscotosia antitypa là một loài bướm đêm trong họ Geometridae.